# Lill-Lisjön
Lill-Lisjön är en sjö i Sunne kommun i Värmland och ingår i Göta älvs huvudavrinningsområde. Sjön har en area på 0,114 kvadratkilometer och ligger 124,1 meter över havet. Sjön avvattnas av vattendraget Lysan (Lortan).

## Delavrinningsområde
Lill-Lisjön ingår i det delavrinningsområde (666159-135452) som SMHI kallar för Inloppet i Stora Lisjön. Medelhöjden är 211 meter över havet och ytan är 18,09 kvadratkilometer. Det finns inga avrinningsområden uppströms utan avrinningsområdet är högsta punkten. Lysan (Lortan) som avvattnar avrinningsområdet har biflödesordning 3, vilket innebär att vattnet flödar genom totalt 3 vattendrag innan det når havet efter 347 kilometer. Avrinningsområdet består mestadels av skog (89 procent). Avrinningsområdet har 0,19 kvadratkilometer vattenytor vilket ger det en sjöprocent på 1,1 procent.